# Kanton Arcueil
Kanton Arcueil is een voormalig kanton van het Franse departement Val-de-Marne. Kanton Arcueil maakte deel uit van het arrondissement L'Haÿ-les-Roses en telde 24.312 inwoners (1999).
Het werd opgeheven bij decreet van 17 februari 2014 met uitwerking in maart 2015.

## Gemeenten
Het kanton Arcueil omvatte de volgende gemeenten:
- Arcueil (hoofdplaats)
- Gentilly (deels)